# Upbit
Upbit é uma casa de câmbio digital de criptomoedas sul-coreana. fundada em 2017.

## História
O Upbit foi lançado na Coréia do Sul em 24 de outubro de 2017 com a ajuda de sua parceria com a bolsa de criptomoedas americana Bittrex .
Sirgoo Lee foi nomeado CEO da Dunamu, empresa controladora da Upbit, em 21 de dezembro de 2017, com o fundador e CEO da Dunamu, Chi-hyung Song, assumindo o cargo de Presidente. Lee atuou anteriormente como co-CEO da Kakao Corp. e JOINS, Inc.
Aproximadamente dois meses após o seu lançamento, o Upbit se tornou a principal bolsa global de criptomoedas em termos de volume de negociação de 24 horas.
Em 10 de maio de 2018, seu escritório principal foi invadido como parte de uma investigação de fraude.
A troca começou a se expandir no sudeste da Ásia no final de 2018, primeiro lançando em Cingapura em 30 de outubro e iniciando os serviços na Indonésia a partir de janeiro de 2019.
Em 21 de dezembro de 2018, três funcionários do Upbit foram indiciados por supostamente fazer pedidos falsos. A troca negou as acusações.
Em dezembro de 2018, o Upbit se tornou a primeira troca de criptomoedas do mundo a receber certificações da Agência de Internet e Segurança da Coréia do Sistema de Gerenciamento de Segurança da Informação (ISMS) e a Organização Internacional de Padronização (ISO) para segurança da informação (ISO 27001), segurança na nuvem (ISO 27017) e privacidade na nuvem (ISO 27018).
O Upbit ficou em terceiro lugar no mundo e o primeiro na Coréia no Relatório de Fiscalização do Mercado de abril publicado pelo Blockchain Transparency Institute (BTI) em 12 de abril de 2019. O ranking é baseado no volume de negociação de 24 horas. A BTI também reconheceu o Upbit como uma troca verificada pela BTI, indicando que está entre as trocas mais limpas no ranking global da BTI.
Em 27 de novembro de 2019, o Upbit perdeu US $ 48,5 milhões em Ethereum devido a um hack.